# Mucha Lucha
Mucha Lucha (Originaltitel: ¡Mucha Lucha!) ist eine US-amerikanische Zeichentrickserie, die zwischen 2002 und 2005 produziert wurde. Die Geschichte basiert auf den gleichnamigen Büchern.

## Handlung
Rikochet, Flea und Buena Girl sind beste Freunde und haben eine Leidenschaft für Wrestling. Sie sind die größten Talente der internationalen Wrestling-Schule von Lucha und perfektionieren sich gemeinsam im Mexican Wrestling und Donuts-Vertilgen. Neben dem Trainieren lernen sie dabei auch den  heiligen Codex der Wrestler kennen, der Ehre, Familie, Freunde betont.

## Synchronsprecher
- Buena Girl, Kimberly Brooks, Magdalena Turba
- Ricochet, Carlos Alazraqui, Hannes Maurer
- The Flea, Candi Milo,

## Produktion und Veröffentlichung
Die Serie wurde zwischen 2002 und 2005 von Fwak! Animation und Warner Bros. Animation in den Vereinigten Staaten produziert. Dabei sind 3 Staffeln mit 26 Doppelfolgen entstanden, wovon allerdings noch nicht alle ins Deutsche übersetzt wurden.
Erstmals wurde die Serie am 17. August 2002 auf The WB ausgestrahlt. Die deutschsprachige Erstausstrahlung fand am 18. Mai 2004 auf RTL II statt.

## Episodenliste

### Staffel 1
| Folge (gesamt) | Folge (Staffel) | deutscher Titel                                              | Originaltitel                                                   | Originalausstrahlung |
| 1              | 01              | Der Kodex des maskierten Wrestlers / Fettauge, sei wachsam!  | Back To School / Weight Gaining                                 | 17.08.2002           |
| 2              | 02              | Mit Sack und Pack auf Zack / Die Nackten und die Doofen      | The Fantastic Backpack / The Naked And The Masked               | 21.09.2002           |
| 3              | 03              | Alles eine Frage des Stils / Die drei Muskeltiere            | How Rikochet Got His Move Back / Heart Of Lucha                 | 24.08.2002           |
| 4              | 04              | Saturday Night Lucha / Vier Freunde müsst ihr sein …         | Woulda Coulda Hasbeena / The Anger Of Cindy Slam                | 31.08.2002           |
| 5              | 05              | Das Klo vom Floh / Mörderischer Mummenschanz                 | The Curse Of The Masked Toilet / The Mummy With The Golden Mask | 28.09.2002           |
| 6              | 06              | Eine ruhige Kugel / Alle Angaben ohne Gewähr                 | Pinball Wizard / Not So Buena Girl                              | 30.11.2002           |
| 7              | 07              | Ach, du dicker Vater! / Die letzte Seite                     | Bring Your Dad To Lucha Day / Our Founder                       | 12.10.2002           |
| 8              | 08              | Das große Zähneklappern / Echte Kerle                        | Tooth Or Dare / The Mask Mitzvah                                | 26.10.2002           |
| 9              | 09              | Fischers Floh fischt faule Fische / Tanz auf dem Vulkan      | Flea’s Fighting Fish / La Flamentica                            | 16.11.2002           |
| 10             | 10              | Klein aber oho! / Das Ende vom Lied                          | Will The Real El Rey Please Stand Up? / The Musica Man          | 23.11.2002           |
| 11             | 11              | Falsches Spiel mit Rikochet / Der beste Freund des Wrestlers | Timmy Of A Thousand Masks / All Creatures Masked And Small      | 25.01.2003           |
| 12             | 12              | Der Fluch der bösen Tat / Die Wanze                          | Honor Thy Lucha / Clinche                                       | 14.12.2002           |
| 13             | 13              | Rikochet Crusoe                                              | Mask Away                                                       | 08.02.2003           |

### Staffel 2
| Folge (gesamt) | Folge (Staffel) | deutscher Titel                                               | Originaltitel                                                         | Originalausstrahlung |
| 14             | 01              | Der Apfel fällt nicht weit vom Stamm / Die kleinste Luchadora | Lone Stars / The Littlest Luchadora                                   | 04.10.2003           |
| 15             | 02              | Lizenz zum Wrestlen / Gut, besser, Floh                       | The Man From M.A.S.K. / The Flea’s Bueno Twin                         | 13.09.2003           |
| 16             | 03              | Aus der Traum / Die Rache der maskierten Toilette             | Revenge Of The Masked Toilet / Nightmare On Lucha St.                 | 20.09.2003           |
| 17             | 04              | Karaoke Kid / Schwein gehabt!                                 | Calling All Monsters / Pig Out                                        | 27.09.2003           |
| 18             | 05              | Das Tor zur Ehre / Fette Fete                                 | Thrills And Skills / Party Animal                                     | 18.10.2003           |
| 19             | 06              | Großer Floh ganz klein … / Tausend Jahre Pech                 | Dancing With Bugs / Chain Of Fools                                    | 01.11.2003           |
| 20             | 07              | Eins auf die Rübe / Eine Abreibung, die sich gewaschen hat    | Thief Of Radishes (aka You Look Radishing) / Lucha, Rinse, And Repeat | 08.11.2003           |
| 21             | 08              | Donut um Donut / Der Spaßmanager                              | War Of The Donuts / Show Me The Funny                                 | 29.11.2003           |
| 22             | 09              | Der verdrehte Franzose / Musik ist Lucha!                     | French Twisted / Hungry Like Los Lobos (aka Los Lobos De Lucha)       | 15.11.2003           |
| 23             | 10              | Der große Buena-Ausverkauf / Vergeben und vergessen           | Big Buena Sellout / Laying In Ruins                                   | 24.01.2004           |
| 24             | 11              | Kopf hoch, Rikochet! / Verwandte und andere Katastrophen      | Getting Ahead / Los Fabulosos                                         | 13.12.2003           |
| 25             | 12              | Tote spielen keine Videos / Der Maskenmacher                  | Meet The Muertos / Mask Maker                                         | 17.01.2004           |
| 26             | 13              | Undercover Floh / Klein Wombat                                | Undercover Flea / Kid Wombat                                          | 07.02.2004           |
| 27             | 14              | –                                                             | Mini Mercado Of Doom / Churro Overload                                | 14.02.2004           |
| 28             | 15              | –                                                             | La Bruja / El Niño Loco                                               | 21.02.2004           |
| 29             | 16              | –                                                             | The Collector                                                         | 28.02.2004           |
| 30             | 17              | –                                                             | Election Daze / Los Pantalones (aka The Brat In The Hat)              | 13.03.2004           |
| 31             | 18              | –                                                             | Late Night Lucha / Flea At Last                                       | 03.04.2004           |
| 32             | 19              | –                                                             | Flea’s Personal Demons / Virtual Luchadores                           | 17.04.2004           |
| 33             | 20              | –                                                             | Cinco De Piñata (aka Day Of The Piñata) / Poocha Lucha                | 24.04.2004           |
| 34             | 21              | –                                                             | An Epic Tale Of Heroes And Donuts / Run, Lucha, Run                   | 01.05.2004           |
| 35             | 22              | –                                                             | Attack Of The Luchabots (aka Luchabot)                                | 08.05.2004           |

### Staffel 3
| Folge (gesamt) | Folge (Staffel) | Originaltitel                                             | Originalausstrahlung |
| 36             | 01              | Buena Basura / Shamrock And Roll                          | 11.09.2004           |
| 37             | 02              | Spider And The Flea / The Incredible Penny Plutonium      | 18.09.2004           |
| 38             | 03              | Monkey Business / Dare To Lucha                           | 25.09.2004           |
| 39             | 04              | Dawn Of The Donuts / Yo Ho Ho And A Bottle Of Horchata    | 02.10.2004           |
| 40             | 05              | Field Of Screams / Banditos De Los Muertos                | 30.10.2004           |
| 41             | 06              | Big Worm / Medico Mayhem                                  | 06.11.2004           |
| 42             | 07              | Slamazon And On … / Buena On Wheels                       | 13.11.2004           |
| 43             | 08              | Whole Lotta El Reys (aka A Whole Lot Of El Rey) / Doomien | 20.11.2004           |
| 44             | 09              | I Was A Pre-Teen Chupacabra / Carnival Of Masked Terror   | 27.11.2004           |
| 45             | 10              | My Hairy Knuckles / Brains Meets Brawn                    | 04.12.2004           |
| 46             | 11              | A Mucha Mucha Christmas (aka The Match Before Xmas)       | 11.12.2004           |
| 47             | 12              | Asphalt Of Doom / Hot, Hot, Hot                           | 21.01.2005           |
| 48             | 13              | Getting His Goat / 10 Rounds Of Trouble                   | 21.01.2005           |
| 49             | 14              | Call Of The Mild                                          | 05.02.2005           |
| 50             | 15              | Smarticus / Niko Sushi’s Happy Battle Funtime Dome 3000!  | 12.02.2005           |
| 51             | 16              | Mars Madness / Fears Of A Clown                           | 19.02.2005           |
| 52             | 17              | Blue Demon (aka The Magnificent Three)                    | 26.02.2005           |